# Square de l'Avenue-Foch
Le square de l'Avenue-Foch est une voie du 16e arrondissement de Paris, en France.

## Situation et accès
Le square de l'Avenue-Foch est une voie privée située dans le 16e arrondissement de Paris. Il débute au 80, avenue Foch et se termine en impasse. On y trouve de nombreux hôtels particuliers.
Il est desservi par les stations de métro et de RER : 
- Porte Dauphine (terminus de la ligne 2) ;
- Avenue Foch (ligne C), située à l'angle avec le boulevard Flandrin (porte Dauphine).

## Origine du nom
Il porte ce nom en raison du voisinage de l'avenue Foch.

## Historique
Dénommé « square du Bois-de-Boulogne » en 1890 (à ne pas confondre avec le square de l'Avenue-du-Bois, dans le même arrondissement), le square prend son nom actuel par un décret préfectoral du 24 novembre 1961.
En 1879, le square compte 16 maisons, 4 bâtiments, 1 hôtel double, 1 hôtel, 2 écuries, 2 remises (on y range les voitures), 2 terrains, 4 jardins ou encore 1 serre.
Le square était longé à l'arrière des immeubles par les voies de la ligne d'Auteuil, actuellement RER C, en tranchée ouverte jusque dans les années 1930 le long du boulevard Lannes (segment renommé boulevard de l'Amiral-Bruix en 1932 sur la partie entre la porte Maillot et la porte Dauphine). Derrière la clôture longeant le trottoir est du boulevard de l'Amiral-Bruix, sur la couverture de la tranchée ferroviaire réalisée vers 1932, s'étendent le terrain d'un club de tir à l'arc et des espaces privatifs à l'arrière des immeubles à l'angle de l'avenue Foch.

## Bâtiments remarquables

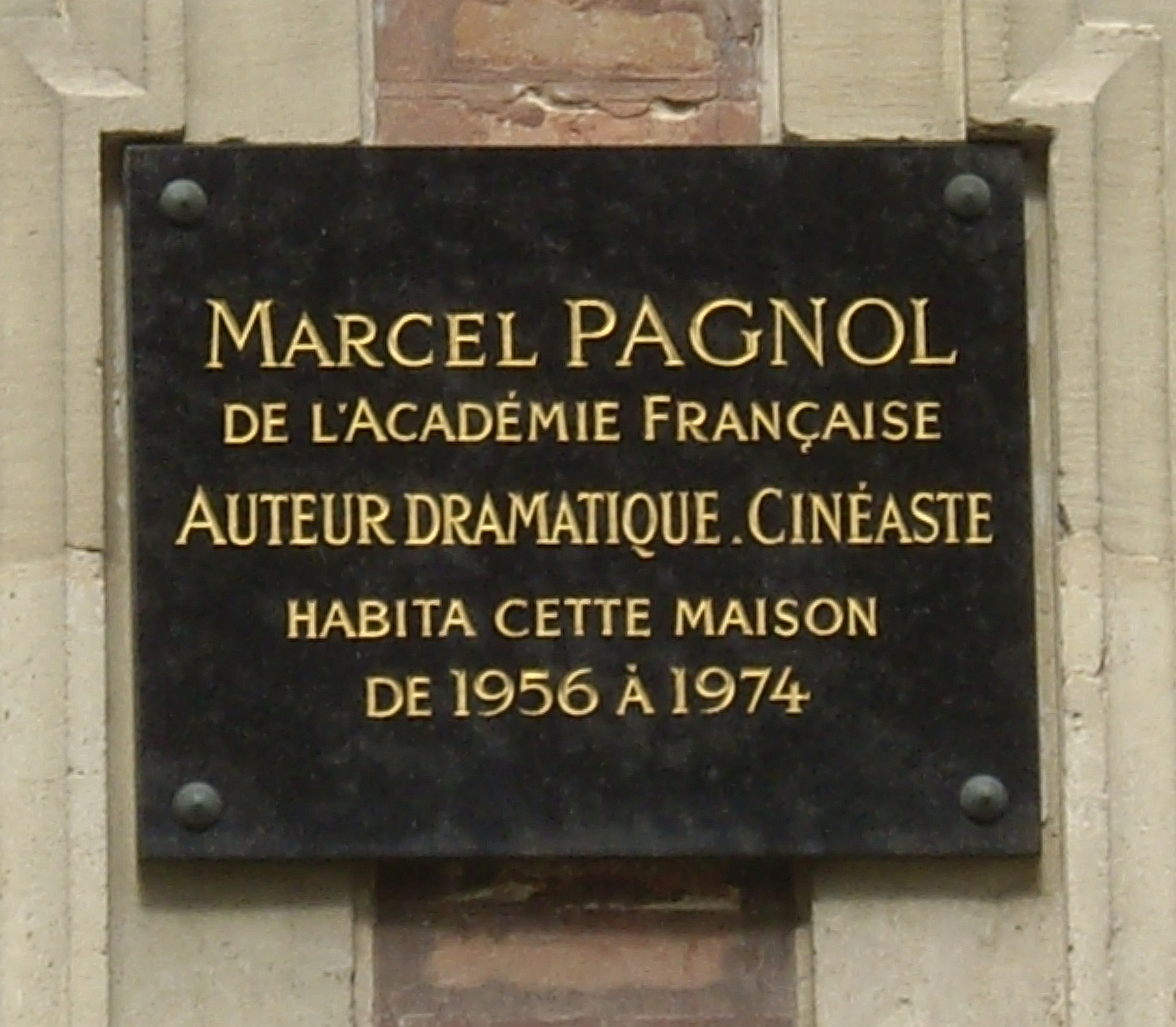
Marcel Pagnol habita le square de 1956 à sa mort, le 18 avril 1974.

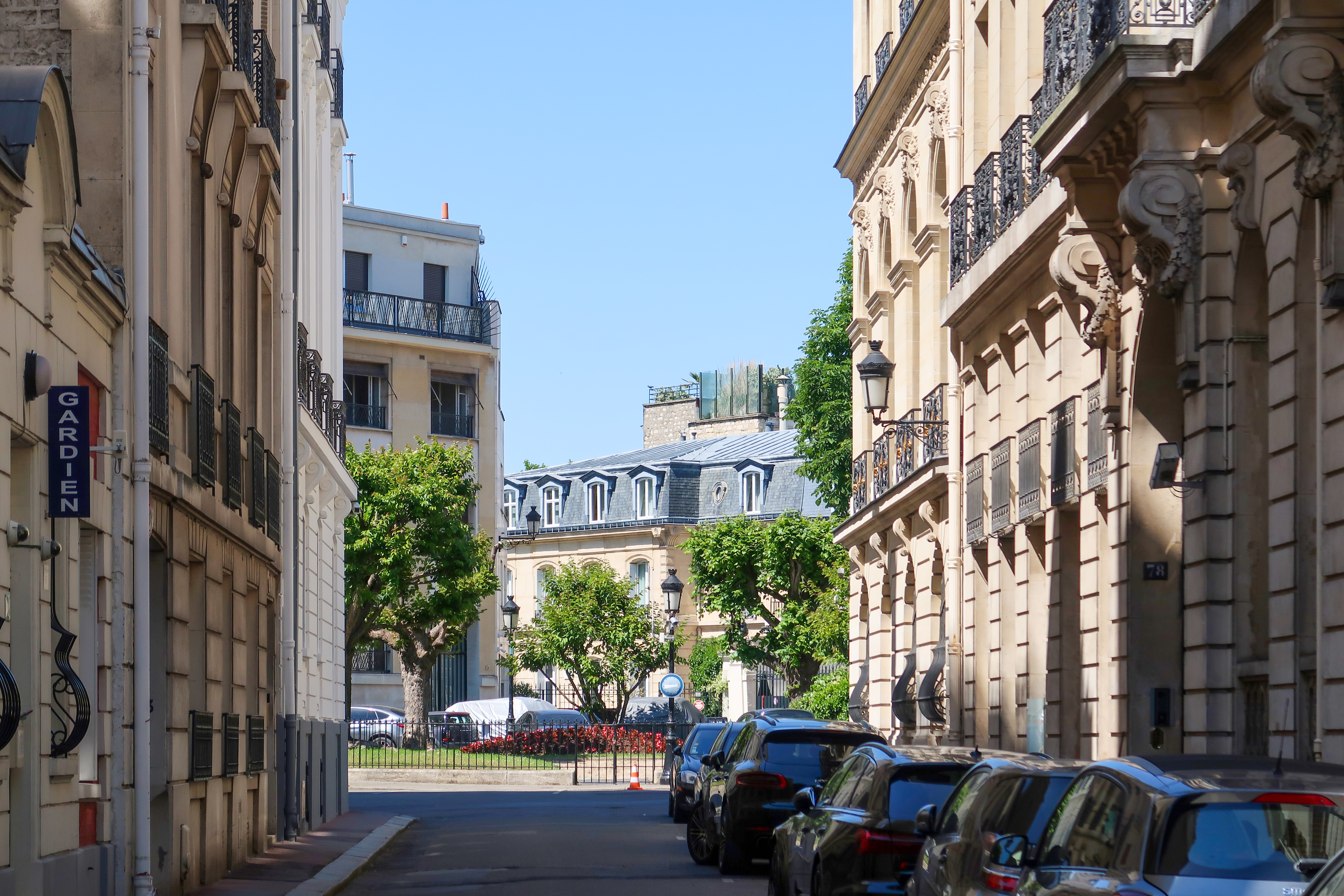
Vue depuis l'avenue Foch.

- No 5 : ambassade de Hongrie depuis la fin des années 1960.
- No 12 : ancienne ambassade de Singapour en France ; bâtiment construit en 1885 par l'architecte Stephen Sauvestre, dit hôtel de Gontaut-Biron[1]. En 2023, cet ancien hôtel particulier de 1 237 m2 s’est vendu au prix de 69 millions d’euros[3].
- No 16 : l'écrivain Marcel Pagnol y vécut de 1956 à sa mort, le 18 avril 1974. Après le décès de Jacqueline Pagnol en 2016, l'hôtel particulier est vendu à l'homme d’affaires saoudien Emad Khashoggi[4].
- No 18, 23 et 24 : y sont installés pendant l'Occupation de la France par l'Allemagne pendant la Seconde Guerre mondiale les bureaux d'Hermann Brandl, chargés de piller l'économie française[5].
- No 22 : le pianiste Arthur Rubinstein acheta cette maison en 1938 mais n’en profita pas longtemps puisqu’il quitta la France avec sa famille le 12 septembre 1939[6].
- No 24 : le compositeur Claude Debussy logea dans cette maison de 1905 à sa mort, en 1918[1],[7].

### Bâtiment détruit
- No 4 : en 1867-1868, le peintre français James Tissot (1836-1902) s’installe dans un hôtel particulier de style anglais qu’il a fait construire dans le square[8]. Cette maison, qui n’existe plus[9], se présente de la façon suivante : rez-de-chaussée, étage carré (c'est-à-dire non mansardé), caves, serre[2].